# Aabed-el Ben Asher Ben Matzliach
Aabed-El ben Asher ben Matzliach (em hebraico:  מכהן: עובדיה בן אשר), nascido em 1935 em Nablus, é o atual Sumo Sacerdote Samaritano. É o 133º sumo sacerdote desde Arão e de acordo com o costume samaritano, após sua morte, o ofício é automaticamente transferido para o descendente sobrevivente mais velho de Itamar. Aabed-El é casado e tem dois filhos e duas filhas.
Um empresário de sucesso, Aabed-El é neto de Matzliach ben Phinhas ben Yitzhaq ben Shalma, que foi Sumo Sacerdote Samaritano de 1933 a 1943.